# Trinitatiskirche (Deuselbach)

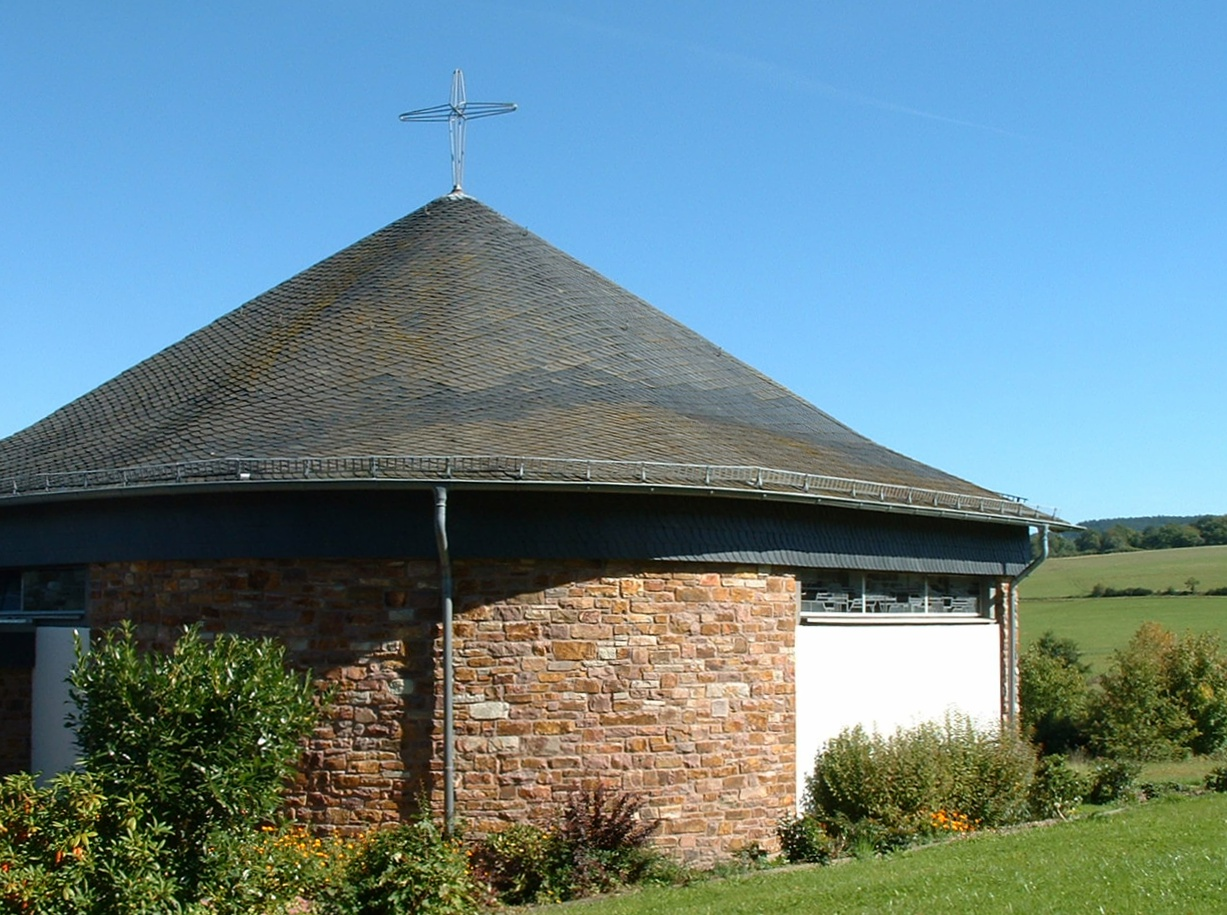
Außenansicht

Die Trinitatiskirche ist die evangelische Kirche in Deuselbach, einer Gemeinde im Landkreis Bernkastel-Wittlich in Rheinland-Pfalz. Sie ist eine von drei Kirchen der Evangelischen Kirchengemeinde Thalfang-Morbach, die zum Kirchenkreis Trier der Rheinischen Landeskirche gehört.

## Geschichte
Auf dem St.-Anna-Hügel zwischen Ober- und Unterdorf soll bereits seit dem Mittelalter eine Kapelle gestanden haben, die 1803 in der Zeit der französischen Besatzung abgebrochen wurde.
1952 wurde im alten Schulgebäude ein Kirchsaal eingerichtet. Die Idee des Kirchenbaus wurde durch die landschaftlich schöne Lage unterhalb des Erbeskopfs, den neu angelegten Friedhof mit seinem Glockenturm und den damals zunehmenden Fremdenverkehr im Hunsrück geboren. Den Kirchenbau regte die Ortsgemeinde 1965 an und schenkte der Kirchengemeinde hierfür ein Grundstück. Das Presbyterium beschloss 1968 den Bau, der 1970 von der Landeskirche genehmigt wurde. Mit der Planung und Bauleitung wurde das Hochbauamt der Kreisverwaltung Bernkastel-Wittlich unter Leitung von Oberbaurat Remy beauftragt. Der realisierte Entwurf stammt vom graduierten Bauingenieur Walter Stablo aus Bernkastel-Kues, dem auch die Projektdurchführung übertragen worden war.
Die Kirche wurde am Trinitatissonntag, 27. Mai 1972, eingeweiht. Die Bauarbeiten wurden 1974 abgeschlossen. Am 3. Juni 2012 wurde das Jubiläum 40 Jahre Trinitatiskirche gefeiert.

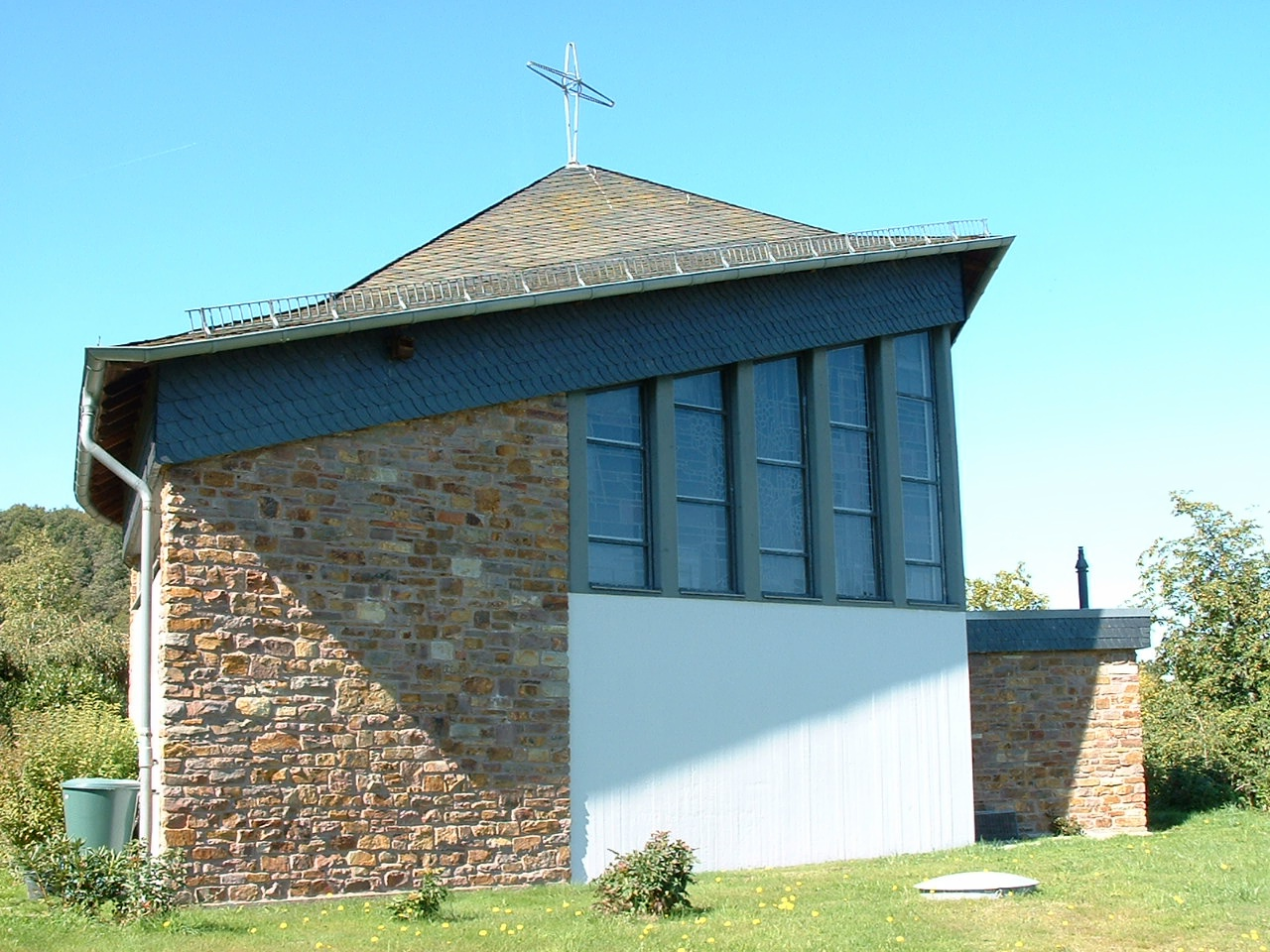

## Architektur und Ausstattung
Die Kirche ist in der Form eines Zeltes erbaut. Von außen erscheint sie durch die Bruchsteine wie eine feste, Zuflucht gewährende Burg. Das schmiedeeiserne Kreuz auf dem Schieferdach schuf Otto Schmidt. Bildhauer Rothe gestaltete die Kirchentür mit der Taufe des Kämmerers aus Äthiopien (Apg 8,26-39 ) und das Kanzelpult mit dem Gleichnis von der vierfachen Saat (Mk 4,3-9 ). Die Buntglasfenster des Künstlers Manfred Freitag weisen mit ihren Kornähren und Weintrauben auf das Abendmahl hin. Weiterhin befinden sich in der Kirche ein älteres Holzkreuz von Klaus Rothe und ein Bild des Gekreuzigten nach Grünewald von Horst Keuper.

## Turm

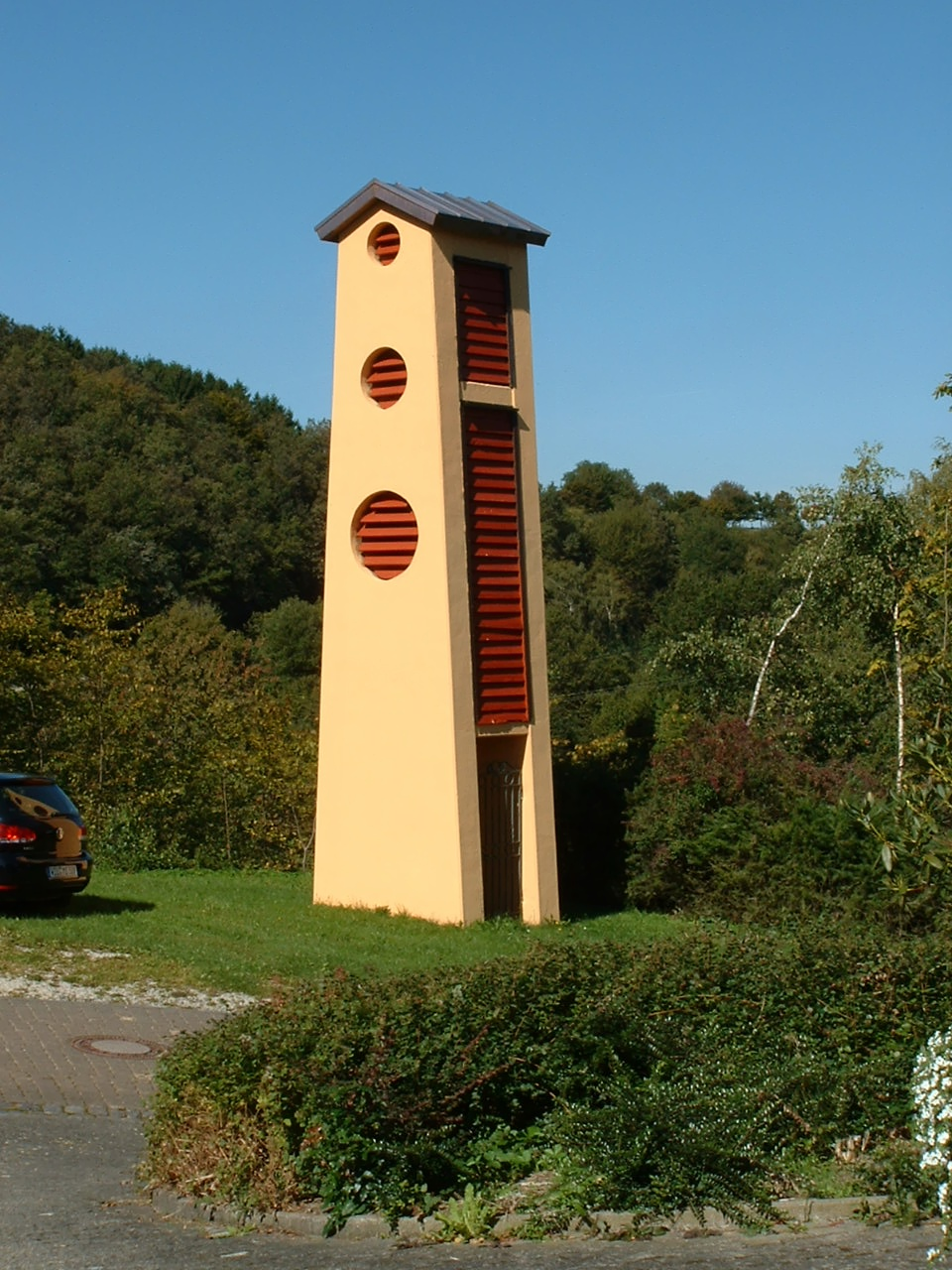
Turm

Der Betonturm ist älter als die Kirche. Er wurde 1961 für den neu angelegten Friedhof erbaut und ist Nachfolger einer Holzkonstruktion von 1949.

## Nutzung
Die Kirche gehört heute (2015) zum Gemeindeteil Thalfang der evangelischen Kirchengemeinde Thalfang-Morbach. Derzeit findet etwa einmal im Monat und an Festtagen ein Gottesdienst statt. Weitere Gottesdienste, auch unter freiem Himmel, werden in Zusammenarbeit mit dem Hunsrückhaus und dem Nationalpark Hunsrück veranstaltet.